# 献明賀皇后
献明賀皇后（けんめいがこうごう、351年 - 396年）は、北魏の道武帝の母。賀蘭部の出身。皇后に追尊された。

## 経歴
東部大人の賀野干の娘として生まれた。拓跋寔にとつぎ、拓跋珪（道武帝）を生んだ。拓跋寔の死後、その弟の拓跋翰のもとに再嫁して、拓跋觚を生んだ。376年、前秦が代を滅ぼすと、賀氏は拓跋珪とともに独孤部の劉庫仁を頼って避難した。
385年、劉庫仁の子の劉顕が拓跋珪を殺害する計画を立てていることを、賀氏は劉亢泥の妻から知らされると、拓跋珪を賀蘭部に逃がさせた。劉顕は追捕が間に合わず、賀氏を殺害しようとしたが、劉亢泥が一家を挙げて助命を願い出たため赦免された。のちに劉顕の部族が混乱すると、賀氏は拓跋珪のもとに逃げ込んだ。
賀氏の弟の賀染干が挙兵して拓跋珪を包囲したことがあった。賀氏が出馬して賀染干を叱責すると、賀染干は恥じて退去した。
390年（登国5年）、賀氏の末子の秦王拓跋觚が後燕への使者に立って抑留された。賀氏は拓跋觚が帰ってこないことに悩んで、病床についた。396年（皇始元年）6月、死去した。享年は46。盛楽金陵に陪葬された。

## 伝記資料
- 『魏書』巻13 列伝第1
- 『北史』巻13 列伝第1